# Dạng chuẩn Boyce–Codd
Dạng chuẩn Boyce–Codd (hoặc BCNF hoặc 3.5NF) là một dạng chuẩn được sử dụng trong chuẩn hóa dữ liệu. Nó là phiên bản mạnh hơn một chút của dạng chuẩn 3 (3NF). BCNF được phát triển vào năm 1975 bởi Raymond F. Boyce và Edgar F. Codd để giải quyết một số loại dị thường không được xử lý bởi 3NF như được định nghĩa ban đầu.
Nếu một lược đồ cơ sở dữ liệu nằm trong BCNF thì tất cả sự dư thừa dựa trên sự phụ thuộc hàm đã được loại bỏ, mặc dù các loại dự phòng khác vẫn có thể tồn tại. Một lược đồ quan hệ R ở dạng bình thường BoyceTHER Codd khi và chỉ khi với mỗi một phụ thuộc của nó X → Y, ít nhất một trong các điều kiện sau đây giữ: 

- X → Y là một phụ thuộc hàm tầm thường (Y ⊆ X)
- X là một siêu khóa cho lược đồ R